# Fred Manville Taylor
Fred Manville Taylor (Northville, 1855 – Pasadena, 1932) è stato un economista statunitense.
Fu professore all'Università del Michigan dal 1894 al 1929 e poi divenne presidente dell'American Economic Association nel 1932.
Si interessò alla teoria economica, in particolare all'analisi dell'equilibrio parziale e allo studio della razionalizzazione delle risorse scarse in uno stato socialista. Taylor è inoltre considerato uno dei padri della catena di montaggio. Il suo libro più importante e degno di nota è Principles of Economics.